# Jennetal
Jennetal ist ein Naturschutzgebiet im Naturraum Markgräfler Hügelland und liegt am Schönberg bei Ebringen in Baden-Württemberg. Eine eingezäunte Kernzone ist auch als Sumsergarten bekannt, da der Arzt Erwin Sumser das Gebiet ab 1931 privat aufkaufte und schützte. 1996 ist in Ebringen ein zweites Naturschutzgebiet hinzugekommen, die Berghauser Matten.

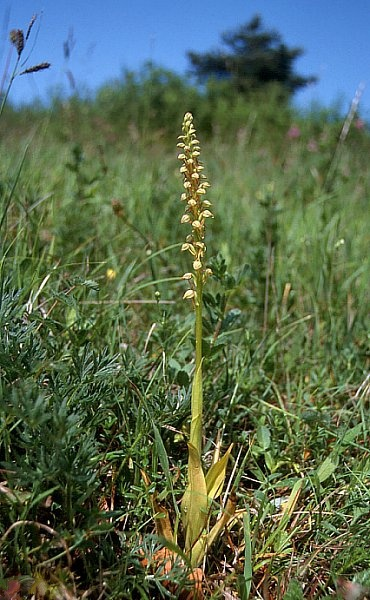
Ohnhorn

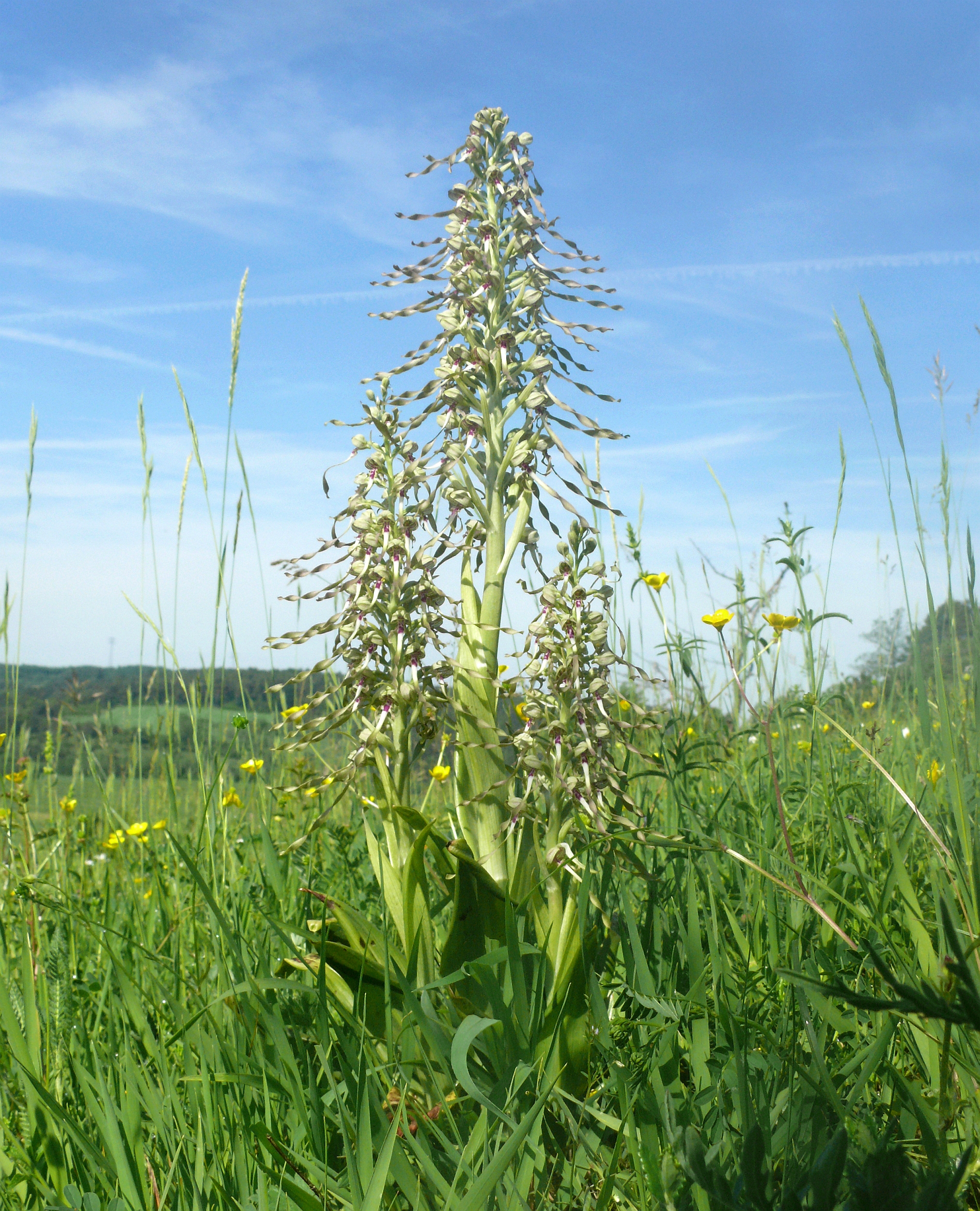
Bocks-Riemenzunge

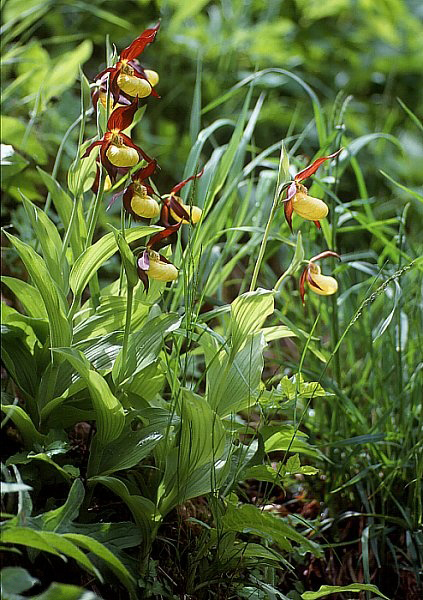
Gelber Frauenschuh

## Geographie
Das Naturschutzgebiet liegt am Schönberg oberhalb von Ebringen im Landkreis Breisgau-Hochschwarzwald.

## Steckbrief
Das Gebiet wurde am 9. November 1937 als Naturschutzgebiet ausgewiesen und wird beim Regierungspräsidium Freiburg unter der Schutzgebietsnummer 3.003 geführt. Es hat eine Fläche von 22,6 Hektar. Schutzzweck ist „die Erhaltung eines Magerwiesenkomplexes und von Trockenwäldern mit einer Vielzahl von seltenen und zum Teil vom Aussterben bedrohten Tier - und Pflanzenarten in verschiedenen gefährdeten Lebensgemeinschaften.“

## Geschichte
Sumser kaufte 1931 sieben zusammenhängende Grundstücke oberhalb von Ebringen, die hauptsächlich aus Wiesen und Gehölzen bestanden, stellte auf der 7100 m2 großen Fläche die landwirtschaftliche Nutzung ein und bewahrte die bestehende Struktur mit Gehölzen, Steinwällen, Trockenmauern und offenen Wiesenflächen. Im folgenden Jahr ließ er das Gebiet in die Liste der amtlichen Naturdenkmale eintragen. Im November 1937 folgte der Eintrag als Naturschutzgebiet auf der Grundlage des 1935 erlassenen Reichsnaturschutzgesetzes. Ab 1948 wurde die Pflege von Freiwilligen übernommen. 1960 verkaufte Sumser das Gebiet an das Land Baden-Württemberg. Von 1962 bis 1991 wurde das Gebiet vollständig gesperrt, weil immer wieder Pflanzen ausgegraben wurden und die Besucher die Landschaft erheblich gestört hatten. Ab 1991 wurde das Gelände wieder zugänglich gemacht und im Jahr 1996 auf 22,8 ha erweitert.
Seit 1991 wird der Sumsergarten von ehrenamtlichen Naturschutzwarten während der Blütezeiten für die Öffentlichkeit geöffnet. Allerdings ist der Zugang für Besucher nur an Wochenenden und Feiertagen möglich.

## Geologie
Der Untergrund stammt aus dem Tertiär. Die aufliegenden Gerölle aus dem Jura wurden verbacken und bildeten ein hartes Gestein das Tertiärkonglomerat. Im Jennetal kommt Kalksandstein hinzu. Das Gestein verwittert nur schlecht, somit sind die Böden flachgründig und carbonatreich, damit ergibt sich der schnelle Abfluss von Niederschlägen und somit die Grundlage für die Magerwiesen und Trockenwälder.

## Flora und Fauna
In einem Gutachten aus dem Jahr 1936 zur Einrichtung eines Naturschutzgebiets „Jennetal“ zählte Hermann Schurhammer, der damalige Leiter der Badischen Naturschutzstelle in Karlsruhe, 21 Orchideenarten und schrieb: „Der große wissenschaftliche Wert der Grundstücke und die Bedeutung, die ihnen als Naturschutzgebiet zukommt, liegt in ihrem ganz außergewöhnlichen Reichtum an Orchideen, insbesondere an wärmeliebenden Arten. … Das Gebiet wird an Orchideenreichtum, wenigstens an Reichtum der Arten, nur noch vom Kaiserstuhl übertroffen, da Orchis simia und Limodorum fehlen. … Der Orchideenreichtum ist das hervortretende Merkmal des Gebiets und gibt ihm den besonderen Wert, der einen dauernden Schutz notwendig, aber auch vertretbar macht.“ In einer Aufnahme aus dem Frühjahr 1982 zählte Werner Kästle, Leiter einer Freiburger Grund- und Hauptschule, 19 Arten, zum Beispiel 480 Exemplare des Ohnhorns, 64 Exemplare der Bocks-Riemenzunge und 3 Exemplare des Gelben Frauenschuhs. Der letztere ist seither erloschen. Aktuell sind ca. 30 Arten von Orchideen nachgewiesen, die Orchideen breiten sich inzwischen auch wieder in der Umgebung aus.
Zu den Orchideen kommen andere seltene Pflanzen wie Echter Seidelbast, Gemeine Schmerwurz, Gewöhnliche Haselwurz, Berg-Aster und Hirschwurz-Haarstrang, Bäume wie Traubeneiche und Speierling, Gebüsche wie Mehl- und Elsbeere und auch Insekten wie die Europäische Gottesanbeterin und mindestens 33 Vogelarten.
„Im Frühjahr überzieht ein farbenprächtiges Blütenmeer die heckenreichen Wiesenhänge.“
Neben den vielen Orchideenarten im Kerngebiet, finden sich in dem gesamten Schutzgebiet durch die aufgelassenen Weinberge viele Magerrasen, und Gebüsche. Die dort vorhandenen Trockenmauern und Steinriegel der Weinberge bieten ein gutes Wohngebiet für sehr viele seltene Tier- und Pflanzenarten. Für einen Teil der hier gefundenen Arten ist das Gebiet der nördlichste nachgewiesene Verbreitungspunkt.